# Stictoptera clara
Stictoptera clara är en fjärilsart som beskrevs av Pieter Cramer 1781. Stictoptera clara ingår i släktet Stictoptera och familjen nattflyn. Inga underarter finns listade i Catalogue of Life.